# Mirador de Cala sa Forcanera
El Mirador de Cala sa Forcanera és una obra de Blanes (Selva) protegida com a Bé Cultural d'Interès Local.

## Descripció
El mirador de cala sa Forcanera es troba dins d'una propietat privada: els apartaments Delfi.
El lloc destaca per la seva condició de mirador natural del paisatge. La seva situació permet visualitzar la geografia rocosa de la costa i els seus boscos d'espècies autòctones, que constitueixen un patrimoni natural fonamental del territori blanenc.